# PlayStation Vita 2000
PlayStation Vita 2000 (プレイステーション・ヴィータ Pureisutēshon Vīta 2000?), también conocida como PlayStation Vita Slim (abreviada PS Vita 2000 y PS Vita Slim ) y nombre de modelo  PCH-2000 es una videoconsola portátil creada por Sony Interactive Entertainment, presentado oficialmente a la prensa en Tokio el 9 de septiembre de 2013.
El dispositivo es el primer rediseño de PlayStation Vita y es un 20% más delgada y un 15% más ligera que la original. Se presenta en seis colores en Japón y en el resto del mundo solo negro y blanco azulado. En general conserva el diseño y funcionalidad. Se añade una hora de vida a la batería interna. Se elimina el puerto para accesorios dejando la ranura para tarjeta de PS Vita centrada en la zona superior. Los botones PS, select  y start pasan a ser redondos conservando su posición. El Puerto multiuso se sustituye por un puerto microUSB tipo B (se puede usar un cable USB estándar para carga y comunicacción), y viene con 1 GB de almacenamiento interno, aunque no es posible usar la memoria interna y la tarjeta de memoria al mismo tiempo. Al insertar una tarjeta de memoria PS Vita, el sistema ofrecerá copiar los datos existentes de la memoria interna a la nueva tarjeta. Desaparece la opción 3G, pero se conserva la Wi-Fi y Bluetooth
Se pueden almacenar un máximo de 500 aplicaciones y juegos en el dispositivo a la vez, independientemente del almacenamiento de datos disponible. Cuando se alcanza el límite, las aplicaciones o los juegos deben moverse o eliminarse para poder acceder a los que superan el límite.
La pantalla ha sido sustituida por tecnología LCD en vez de tecnología OLED, Andrew House de Sony Computer Entertainment justificó este cambio para reducir el espesor de la consola, añadiendo que la tecnología LCD ha evolucionado en los últimos años siendo ahora tan buena como la OLED.
La consola salió en Japón el 10 de octubre de 2013 en seis colores (blanco, negro, azul, amarillo, rosa y verde oliva, solo en Japón), a un precio de 18.980 yenes (190 dólares al cambio), en el Reino Unido a partir del 7 de febrero de 2014 a 180 £ El 6 de mayo de 2014 salió a la venta en los Estados Unidos incluyendo el juego Borderlands 2 vía descarga digital, y una tarjeta de memoria de 8 GB, a un precio de 199 dólares. En Australia desde el 4 de junio de 2014. El 16 de junio de 2014 fue lanzada en México incluyendo la colección "God of War Collection HD", con las dos primeras entregas de la saga en formato físico, y una tarjeta de 8GB. y en Europa desde el 18 de junio de 2014.

## Detalles Técnicos[4]
- Procesador multinúcleo: ARM Cortex-A9 MPCore a 444 MHz de cuatro núcleos
- GPU: PowerVR SGX543MP4+ de cuatro núcleos
- Sistema operativo: PlayStation Vita system software que se almacena en la memoria flash del sistema reservada para estos fines. Puede actualizarse por la WiFi interna o descargado en un PC
- Memoria RAM: 512 MB
- VRAM: 128 MB
- Memoria secundaria 1 GB de Memoria flash interna (además de la de sistema), tarjeta de 4 GB, 8 GB, 16 GB, 32 GB[20] y 64 GB.[6]
- Soporte: PS Vita Memory Card. Mediante un adaptador se puede usar una microSD de hasta 256 GB utilizando HENkaku 変革[21] como Firmware
- Peso : 219 gramos (7,7 oz)
- Carcasa : 183,6 mm (7,2 plg) x 85,1 mm (3,4 plg) x 15 mm (0,6 plg) (ancho x alto x grosor) en rectángulo ovalado con un armazón metalizado con dos ojales (uno en cada esquina inferior) para una correa de seguridad, ranura de tarjeta de juegos en la parte superior, ranura de tarjeta de memoria en la trasera, en el inferior conector microUSB y minijack micrófono/sonido estéreo, dos molduras en la trasera para facilitar el agarre y entre ellas panel táctil
- Pantalla táctil: capacitativa multitáctil LCD de 5 multitáctil  pulgadas (formato 16:9), resolución de  960 x 544 pixels, aprox. 16,77 millones de colores
- Panel táctil: trasero multitáctil capacitativo
- Cámara web: frontal (esquina superior derecha) y trasera (centrada sobre el panel táctil) ambas con las mismas características
  - Fotogramas por segundo: 120 fps @ 320x240 (QVGA), 60 fps @ 640x480 (VGA)
  - Resolución: Máximo 640x480 (VGA)
- Sonido: Altavoz estéreo incorporado, micrófono incorporado
- Sensores: Sistema de detección de 6 ejes (giroscopio de 3 ejes, aceleración de 3 ejes), función de brújula electrónica de 3 ejes
- Localización geográfica: compatible con el servicio de ubicación Wi-Fi
- Teclas e interruptores:
  - Botón de encendido/apagado
  - Botón PS (Pulse este botón para mostrar la pantalla LiveArea™ mientras la aplicación está abierta. Púlselo para ver la pantalla de índice cuando se encuentre en la pantalla LiveArea™ o en la pantalla de inicio.)
  - Cruceta de dirección (arriba / abajo / izquierda / derecha)
  - Botones de acción PlayStation (, ,  y )
  - Gatillos superiores R y L
  - Joystick izquierdo, Joystick derecho
  - Botones START y SELECT a la derecha
  - Botones de control de volumen + y -
- Comunicación inalámbrica WiFi IEEE 802.11 b/g/n (modo de infraestructura / modo Ad hoc)  Bluetooth 2.1 + EDR (compatible con A2DP / AVRCP / HSP)
- Entrada/Salida :
  - Ranura para tarjeta PlayStation Vita
  - Ranura para tarjeta de memoria
  - Conector micro USB tipo B (comunicación de datos USB / entrada de alimentación de la unidad principal)
  - minijack de 3,5 mm de 3 contactos para auriculares/micrófono (entrada/salida de audio salida estéreo/entrada monoaural])
- Fuente de alimentación: incorporada en batería de iones de litio: 
  - Batería de ion de litio interna 3.7V DC 2210 mAh
  - Adaptador de corriente alterna  DC5V
- Contenido: el paquete oficial comprende
  - PlayStation Vita Wi-Fi (serie PCH-2000) Unidad principal x 1
  - Cable USB x 1
  - Adaptador de CA x 1
  - Cable de alimentación x 1
  - Juego de material impreso